# Младов, Вадим Романович
Вадим Романович Младов (1932—1998) — советский и российский учёный в области теплофизики и гидродинамики реакторных систем и оборудования, лауреат Государственной премии СССР (1982).

## Биография
Родился 3 октября 1932 года в Москве.
Окончил Московское высшее техническое училище (1957, факультет тепловых и гидравлических машин), инженер-механик.
Работал в НИКИЭТ: инженер-конструктор, руководитель группы, с 1983 г. начальник отдела № 15.
В 1988 г. перешёл в Институт теоретической и экспериментальной физики (ИТЭФ), где возглавил лабораторию по инженерно-технологическим разработкам энергетических тяжеловодных реакторов нового поколения.
Автор 7 изобретений.

## Награды и звания
- Кандидат технических наук (1975);
- Государственная премия СССР (1982) — за успешное решение задачи распределения расхода теплоносителя по трубам из коллекторов для обеспечения необходимого теплосъёма в каналах.